# Cirsotrema cribaria
Cirsotrema cribaria is een slakkensoort uit de familie van de Epitoniidae. De wetenschappelijke naam van de soort is voor het eerst geldig gepubliceerd in 1861 door A. Adams.